# Векшин Микола Олексійович
Векшин Микола Олексійович (10 травня 1887 — 15 січня 1951) — естонський яхтсмен.
Бронзовий призер Олімпійських Ігор 1928 року в класі 6 метрів.